# Grbasta ploskocevka
Grbasta ploskocevka (znanstveno ime Trametes gibbosa) je gliva iz rodu ploskocevk (Trametes). 

## Značilnosti
Mladi primerki imajo najprej obliko deformiranega gomolja, ko dozorijo pa postanejo konzolasti in polkrožni. Klobuki so bočno prirasli k drevesu in dosežejo širino od 8 do 10 cm, debelino pa od 1 do 4 cm. Od drugih ploskocevk se razlikujejo po tem, da imajo na mestu rasti grbasto odebelitev. Zgornja površina klobuka ima veliko različnih barv: bela, belo-oker, rumenkasta, belo-lešnikova, siva, rjasto cimetova, olivno-zelena, modrikasta in ima koncentrične odebelitve iste barve. Rob sčasoma postane valovit. Samo pri mladih gobah je zgornja površina žametna, kasneje postane gladka in gola. Starejši primerki pogosto pozelenijo, ker se na površini naselijo alge.
Trosovnica je sestavljena iz drobnih cevk, ki so dolge 1–5 mm in imajo bele pore. Značilna lastnost te vrste je, da pore niso nikoli okrogle oblike, temveč vedno podolgovate.
Meso je bele barve in plustasto pri mladih gobah, pri starejših pa je trdo in olesenelo. Ima šibek vonj in neizrazit okus.

## Razširjenost in življenjski prostor
Pogosta je v Aziji in v Evropi. V Severni Ameriki se je v nekatere regije razširil kot invazivna vrsta.
Rastejo v skupinah na deblih in odmrlem lesu listavcev in povzroča belo gnitje lesa. So enoletne, a precej trpežne, zato jih najdemo čez vse leto. Včasih celo prezimijo.

## Mikroskopske značilnosti
Trosni odtis je bele barve. Trosi so cilindrični, gladki, neamiloidni in merijo 4–5,5 x 2–2,5 μm.

## Podobne vrste
- nakosmatena ploskocevka (Trametes hirsuta) ima kosmato površino klobuka in oglate in ne podolgovate pore.
- puhasta ploskocevka (Trametes pubescens) ima rahlo nakosmateno pobršino klobuka in bolj okrogle pore
- brezova ploskocevka (Trametes betulina) ima podobno zgornjo stran klobuka, a je trosovnica sestavljena iz lističev

## Uporabnost
Neužitna.
V raziskavi bioloških aktivnosti grbaste ploskocevke in drugih vrst ploskocevk so ugotovili, da ima antioksidativne, protiglivične, citotoksične in antinevrodegenerativne lastnosti. Izvlečki so pokazali potencialne medicinske koristi, zlasti pri zaviranju encimov, povezanih z nevrodegenerativnimi boleznimi.
V drugi raziskavi so opisali fenolno sestavo, antioksidativno in encimsko inhibitorno aktivnost grbaste in nakosmatene ploskocevke. Študija je pokazala, da vsebujejo koristne spojine, kot sta katehin in klorogenska kislina, ki sta pokazali pomembno antioksidativno aktivnost in zaviralno delovanje na encime.

## Galerija slik
- klobuk preraščen z algami
- trosovnica
- trosi